# Lepidolit
Lepidolit, K(Li,Al)3(Si,Al)4O10(F,OH)2, är ett mineral, som är viktig som råvara vid framställning av litium. Det utgörs av litium-aluminium-silikat och bildar pärlemorglänsande, blekröda eller vita blad eller fjäll. Det är det mest förekommande litiumhaltiga mineralet och är en sekundär källa till denna metall. Det är den huvudsakliga råvaran till alkalimetallen rubidium.
Lepidolit finns med andra litiumhaltiga mineraler, såsom spodumen, i pegmatitkroppar. Den har också hittats i högtemperaturkvartsådror, greisen och granit.

## Beskrivning
Lepidolit är ett fyllosilikatmineral och tillhör polylitionit-trilitionitserien. Lepidolit är en del av en tredelad serie bestående av polylitionit, lepidolit och trilitionit. Alla tre mineraler delar liknande egenskaper beroende av olika förhållanden av litium och aluminium i deras kemiska formler. Li:Al-förhållandet varierar från 2:1 i polylitionit upp till 1,5:1,5 i trilitionit.
Lepidolit finns naturligt i en mängd olika färger, främst rosa, lila och röd, men också grå och, sällan, gul och färglös. Eftersom lepidolit är en litiumbärande glimmer, antas det ofta felaktigt att litium är det som orsakar de rosa nyanserna som är så karakteristiska för detta mineral. Istället är det spårmängder av mangan som orsakar de rosa, lila och röda färgerna.

### Struktur och sammansättning
Lepidolit tillhör gruppen trioktaedrisk glimmer, med en struktur som liknar biotit. Denna struktur beskrivs ibland som TOT-c. Kristallen består av staplade TOT-lager svagt sammanbundna av kaliumjoner (c). Varje TOT-lager består av två yttre T (tetraedriska) skikt där kisel- eller aluminiumjoner var och en binder med fyra syreatomer, som i sin tur binder till annat aluminium och kisel för att bilda skiktstrukturen. Det inre O (oktaedriska) skiktet innehåller järn- eller magnesiumjoner var och en bundna till sex syre-, fluorid- eller hydroxidjoner. I biotit upptar kisel tre av fyra tetraedriska platser i kristallen och aluminium upptar de återstående tetraedriska platserna, medan magnesium eller järn fyller alla tillgängliga oktaedriska platser.
Lepidolit delar denna struktur, men aluminium och litium ersätter magnesium och järn i de oktaedriska platserna. Om nästan lika stora mängder aluminium och litium upptar de oktaedriska platserna, är det resulterande mineralet trilitionit, KLi1.5Al1.5(AlSi3)O10(F,OH)2. Om litium upptar två av tre oktaedriska platser och aluminium det återstående oktaedriska stället kan laddningsbalansen bevaras endast om kisel upptar alla tetraedriska platser. Resultatet är polylitionit, KLi2AlSi4O10(F,OH)2. Lepidolit har en sammansättning mellan dessa slutelement.
Fluoridjoner kan ersätta en del av hydroxiden i strukturen, medan natrium, rubidium eller cesium kan ersätta kalium i små mängder.

## Förekomst
Lepidolit är förknippat med andra litiumhaltiga mineraler som spodumen i pegmatitkroppar. Det är den huvudsakliga källan till alkalimetallen rubidium. År 1861 extraherade Robert Bunsen och Gustav Kirchhoff 150 kg lepidolit för att ge några gram rubidiumsalter för analys, och upptäckte därför det nya grundämnet rubidium.
Det förekommer i granitpegmatiter, i vissa högtemperaturkvartsådror, greisen och graniter. Associerade mineraler är kvarts, fältspat, spodumen, amblygonit, turmalin, columbit, cassiterit, topas och beryl.
Notervärda förekomster finns i Brasilien, Uralbergen i Ryssland, Kalifornien, Tanco Mine och Bernic Lake i USA, Manitoba i Kanada och Madagaskar.

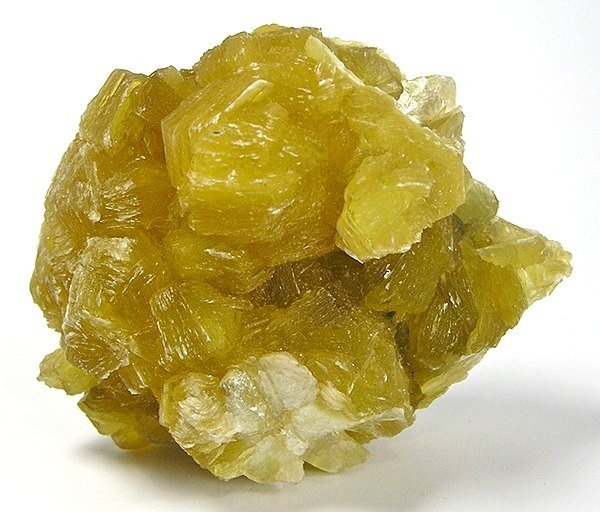
Gul lepidolite från Itinga, Minas Gerais, Brasilien. Storlek: 6,1 x 4,9 x 3,1 cm
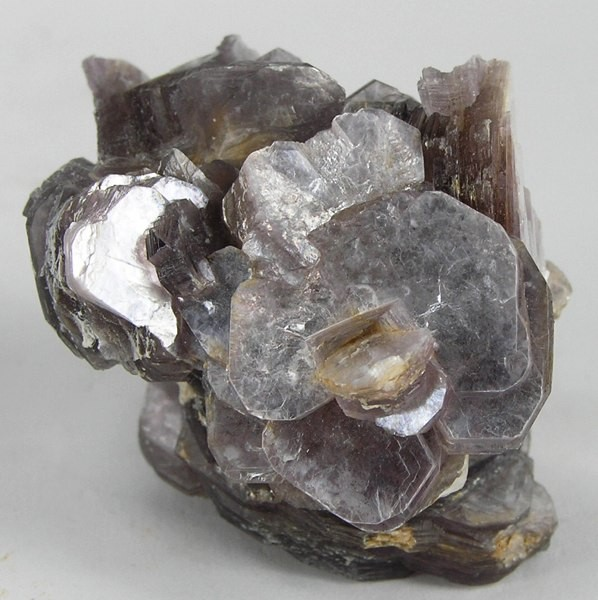
Lavender lepidolit "books" från Himalaya Mine, Mesa Grande District, San Diego County, Kalifornien, USA. Storlek: 4,8 x 3,9 x 3,5 cm
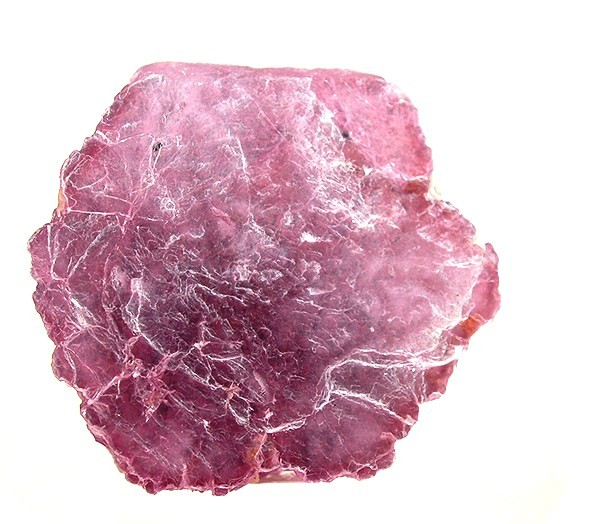
Lepidolit, Virgem da Lapa,  Minas Gerais, Brasilien (storlek 2,4 x 2,1 x 0,7 cm)